# Escuelas Públicas de Kansas City

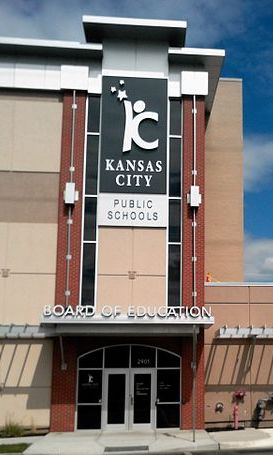
Sede del distrito

El Kansas City 33 School District, operando como las Escuelas Públicas de Kansas City, anteriormente el Distrito Escolar de Kansas City, Missouri (Kansas City, Missouri School District, KCMOSD) es un distrito escolar de Misuri. Tiene su sede en Kansas City. En 2011, el distrito gestiona 22 escuelas primarias, 6 escuelas secundarias, y un "Manual Career Technical Center". En 2011 el distrito tiene menos de 17.400 estudiantes y menos de 2.300 administradores y maestros/profesores.